# Opilioacarus bajacalifornicus
Opilioacarus bajacalifornicus är en spindeldjursart som beskrevs av Vázquez och Hans Klompen 2002. Opilioacarus bajacalifornicus ingår i släktet Opilioacarus och familjen Opilioacaridae. Inga underarter finns listade i Catalogue of Life.